# Johnny Bravo
Johnny Bravo američka je animirana televizijska serija iz 1997. koju je stvorio Van Partible.
Serija prati Johnnyja Brava, mišićavog dječaka sa sunčanim naočalama koji živi s majkom i koji stalno pokušava nagovoriti žene da izađu s njim, unatoč tome što uvijek ne uspijeva zbog svojih postupaka. Često se nađe u situacijama da ima problema i bizarne situacije, često u pratnji poznatih gostiju poput Donnyja Osmonda ili Adama Westa. To je druga originalna animirana serija u produkciji Cartoon Networka i poznata je po svojim referencama na humor za odrasle i pop kulturu.
Serija se prvi put emitirala u Sjedinjenim Državama na Cartoon Networku od 14. srpnja 1997. do 27. kolovoza 2004., s ukupno 65 epizoda (i 178 segmenata) raspoređenih u četiri sezone. U Hrvatskoj serija se emitirala na HRT-u.
Johnny Bravo nominiran je za četiri Annie Awards, jednu YoungStar Awards i dvije Golden Reel Award. Serija je pomogla pokrenuti karijere nekoliko animatora, uključujući Setha MacFarlanea i Butcha Hartmana. Snimljeni su stripovi, DVD-ovi i VHS kazete, kolekcionarske igračke, majice i videoigre.

## Radnja
Serija se usredotočuje na Johnnyja Brava, mišićavog i narcisoidnog mladića koji živi s majkom i pokušava uvjeriti žene da izađu s njim, iako je obično neuspješan. Završava u bizarnim situacijama, često u pratnji poznatih ljudi poput Donnyja Osmonda ili Adama Westa.

## Epizode
| Sezona   | Epizoda | Datum                                  |
| -------- | ------- | -------------------------------------- |
| 1        | 14      | 14. srpnja 1997. – 15. prosinca 1997.  |
| 2        | 39      | 2. srpnja 1999. – 28. siječnja 2000.   |
| 3        | 78      | 11. kolovoza 2000. – 14. svibnja 2002. |
| 4        | 24      | 20. veljače 2004. – 27. kolovoza 2004. |
| Specijal | 2       | 7. prosinca 2001. – 14. veljače 2004.  |

## Likovi

### Sinkronizacija
| Lik (Izvori naziv)  | Lik (hrvatski naziv) | Izvorni glas   | Hrvatski glas      |
| ------------------- | -------------------- | -------------- | ------------------ |
| Johnny Bravo        | Johnny Bravo         | Jeff Bennett   | Zlatan Zuhrić      |
| Bunny "Momma" Bravo | Mama                 | Brenda Vaccaro | Jadranka Krajina   |
| Little Suzy         | Mala Suzy/Mala Suzie | Mae Whitman    | Žana Lončarić      |
| Carl Chryniszzswics | Carl                 | Tom Kenny      | Bojan Kondres      |
| Pops                | Pops                 | Larry Drake    | Krunoslav Klabučar |
| Master Hamma        |                      | Brian Tochi    |                    |
| Jungle Boy          |                      | Cody Dorkin    |                    |
| Donny Osmond        |                      | Donny Osmond   |                    |

Ostali hrvatski glasovi:
- Sanja Hrenar
- Danijel Radečić

### Gosti
U seriji postoji nekoliko pojavljivanja poznatih ličnosti: Michael Jordan, Don Knotts, Jessica Biel, Alec Baldwin, "Weird Al" Yankovic, Luke Perry, Farrah Fawcett, Vendela Kirsebom, Adam West, Dionne Warwick, Mick Jagger, Richard Simmons, Mr. T, Mark Hamill, Shaquille O'Neal, Seth Green, Allyce Beasley, Curtis Armstrong, Chuck D, Jeffrey Tambor, Tia Carrere i  Laraine Newman.

## Vanjske poveznice
- Johnny Bravo Arhivirana inačica izvorne stranice od 21. lipnja 2000. (Wayback Machine) na Cartoon Network's Department of Cartoons
  -  Johnny Bravo (Cartoon Network Favorites) Arhivirana inačica izvorne stranice od 8. svibnja 1999. (Wayback Machine)
  - Official JBVO website. Inačica izvorne stranice arhivirana 10. svibnja 2000. Pristupljeno 29. svibnja 2011.CS1 održavanje: bot: nepoznat status originalnog URL-a (link) na Cartoon Network